# Stephen Duffy
Stephen „Tin Tin“ Duffy (* 30. Mai 1960 in Birmingham; vollständiger Name Stephen Anthony James Duffy) ist ein britischer Songwriter, Sänger und Gitarrist. 1978 war er Gründungsmitglied der New-Wave-Band Duran Duran. Sein größter Soloerfolg war 1985 der internationale Hit Kiss Me. Als Songwriter und Musikproduzent arbeitete er auch für Robbie Williams und die Barenaked Ladies. 1999 gründete er das Bandprojekt The Lilac Time.

## Biografie

### Frühzeit
Durch einen Workshop an der School of Foundation Studies & Experimental traf Duffy auf John Taylor. Sie gründeten zusammen mit Taylors Freund Nick Rhodes im Jahr 1978 die Rock/New-Wave-Band Duran Duran.
Taylor war anfangs Gitarrist, wechselte aber später zum Bass, Rhodes spielte von Anfang an Synthesizer, Duffy betätigte sich als Sänger, Songwriter und Bassist.
1979 verließ er die Schule und die Band, noch bevor Duran Duran ihren ersten großen Vertrag bei EMI 1980 unterschrieben. Er gründete die Band The Hawks, die 1981 ein 4-Track-Album Words of Hope veröffentlichten. Das Projekt wurde aber schnell wieder eingestellt.

### Tin Tin
1982 gründete er mit John Mulligan und Dik Davis (beide waren Mitglieder der Band Fashion), Andy „Stoker“ Growcott (von Dexys Midnight Runners) und Bob Lamb (Produzent von UB40) eine neue Band mit dem Namen Tin Tin. Die Band unterschrieb einen Vertrag mit WEA Records im Vereinigten Königreich (UK) und veröffentlichten den Song Kiss Me, welcher es in den UK-Charts bis auf Platz 155 schaffte. 1983 unterzeichnete Tin Tin in den USA einen Vertrag mit Sire Records und Kiss Me wurde dort zu einem Dance-Hit. Die Nachfolge-Single Hold It erreichte Platz 55 in den UK-Charts.
Duffy kehrte nach getaner Arbeit in den USA in seine Heimat zurück und unterzeichnete einen neuen Vertrag mit Virgin 10. Dort begann er, an seinem Album The Ups and Downs (produziert von Stephen Duffy, Booker T. Jones, J.J. Jeczalik, Nicholas Froome und Stephen Street) unter dem Namen Stephen „Tin Tin“ Duffy zu arbeiten. Das Album erreichte Platz 35 in den UK-Album-Charts.
Die Wiederveröffentlichung von Kiss Me erfolgte 1984 und anschließend She Makes Me Quiver. Ende 1984 nahm Duffy das dritte Mal Kiss Me auf, diesmal mit Froome und Jeczalik. Die neue Version wurde im Februar 1985 veröffentlicht und schaffte es auf Anhieb auf Platz 4 der dortigen Charts und wurde damit über 250.000 Mal innerhalb von drei Wochen verkauft und hielt sich fünf Wochen in den UK-Top-Ten. Die nächste Single Icing on the Cake startete auf Platz 14 im Juni 1985.
Die dritte Single Unkiss That Kiss wurde im September 1985 unter dem Namen Stephen A. J. Duffy veröffentlicht. Dies war die erste Single des neuen Albums Because We Love You, welches im Frühjahr 1986 erschien. Die zweite Single des Albums war I Love You, die dritte Something Special, die zusammen mit Sandii von Sandii & the Sunsetz eingespielt wurde und recht erfolglos war.

### Dr. Calculus
Zusammen mit Roger Freeman von Pigbag wurde im Jahr 1986 unter dem Namen Dr. Calculus das Album Designer Beatnik veröffentlicht. Aus dem Album gingen zwei Singles hervor: Programme 7 und Perfume from Spain.

### The Lilac Time
1986 begannen die Arbeiten am ersten Album von The Lilac Time, das gleichnamig im November 1987 von Swordfish Records auf den Markt kam. Im Februar 1988 gab es eine Wiederveröffentlichung von Fontana Records. Bis 1991 erschienen drei weitere Alben.

### Solo
Nach The Lilac Time veröffentlichte Duffy wieder eigene Platten. 1993 wurde zusammen mit Nigel Kennedy Music in Color bei Parlophone eingespielt, das die Singles Natalie und Holte End Hotel beinhaltete. Im August 1995 folgte Duffy mit den Singles London Girls und Sugar High.
Duffy nahm am Project Me Me Me teil, an dem auch Alex James von Blur, Justin Welch von Elastica und Charlie Bloor beteiligt waren. Das Projekt war für eine Single Hanging Around geplant und wurde dann trotz Charterfolgs wieder wie geplant aufgelöst. I Love My Friends erschien 1998 mit den Singles 17 und You Are. Ebenfalls 1998 traf er Steven Page. Zusammen produzierten sie für die Band Barenaked Ladies die Songs Jane, Alcohol und Call and Answer. Außerdem nahmen sie gemeinsam ein Album unter dem Namen The Vanity Project auf.
Virgin brachte 1999 noch das Best-of-Album They Called Him Tin Tin mit Stücken aus den 1980er Jahren heraus.

### The Devils
1999 fiel Duffy ein Band aus seinen Duran-Duran-Jahren 1978–1979 in die Hände, weshalb er sich kurz darauf mit Nick Rhodes traf. Sie beschlossen, wieder zusammenzuarbeiten und die alten Songs vom Band neu aufzunehmen und veröffentlichten Songs aus den 1970er Jahren gepaart mit modernen Möglichkeiten der Musikproduktion. Das Resultat war das Album Dark Circles, das unter dem Namen The Devils erschien.

### The Lilac Time
Duffy vereinigte The Lilac Time mit seinem Bruder Nick und Michael Giri und den neuen Mitgliedern Claire Worrall und Melvin Duffy. 1999 erschien Looking for a Day in the Night und 2001 lilac6. Compendium - The Fontana Trinity, eine Collection von Songs der ersten drei Alben, kam 2001 heraus.
Keep Going erschien unter dem Namen Stephen Duffy & The Lilac Time 2003. 2007 kam das Album Runout Groove auf den Markt. Zeitgleich erschien die EP Happy Birthday Peace mit weiteren neuen Songs. 2009 wurde ein Rückblick auf die gesamte Karriere Duffys, das Doppelalbum Memory and Desire – 30 Years in the Wilderness, veröffentlicht.
Erst 2015 erschien nach längerer Schaffenspause mit No Sad Songs ein weiteres Album. Die Band besteht nunmehr lediglich aus Stephen und Nick Duffy sowie Claire Duffy (geb. Worrall), die mittlerweile die Ehefrau von Stephen Duffy geworden ist. Das Paar wohnt in Cornwall.

### Robbie Williams
Duffy ist Co-Autor der Robbie-Williams-Singles Radio und Misunderstood, die auf Williams’ Greatest Hits enthalten sind. Im Oktober 2005 wurde Intensive Care vollständig von Duffy mitgeschrieben und mitproduziert. Wegen des großen Erfolges wurde er für die folgende Williams-Tour als musikalischer Direktor engagiert. Erstmals wurde Duffy somit dem breiten Publikum bekannt. Die Zusammenarbeit mit Williams endete jedoch nach der Tour, nicht zuletzt weil Duffy im Laufe des Jahres Claire Worrall, die Keyboarderin der Robbie Williams Band, heiratete, die zuvor mit Williams liiert gewesen war.

## Diskografie

### Alben
| Jahr | Titel             | Höchstplatzierung, Gesamtwochen, AuszeichnungChartsChartplatzierungen (Jahr, Titel, Platzierungen, Wochen, Auszeichnungen, Anmerkungen) | Anmerkungen                 |
| Jahr | Titel             | UK | Anmerkungen                 |
| ---- | ----------------- | --- | --------------------------- |
| 1985 | The Ups and Downs | UK35 (7 Wo.)UK | als Stephen „Tin Tin“ Duffy |

### Lieder
| Jahr | Titel Album                           | Höchstplatzierung, Gesamtwochen, AuszeichnungChartplatzierungen (Jahr, Titel, Album, Platzierungen, Wochen, Auszeichnungen, Anmerkungen) | Höchstplatzierung, Gesamtwochen, AuszeichnungChartplatzierungen (Jahr, Titel, Album, Platzierungen, Wochen, Auszeichnungen, Anmerkungen) | Höchstplatzierung, Gesamtwochen, AuszeichnungChartplatzierungen (Jahr, Titel, Album, Platzierungen, Wochen, Auszeichnungen, Anmerkungen) | Anmerkungen                                                     |
| Jahr | Titel Album                           | DE | UK | Dance | Anmerkungen                                                     |
| ---- | ------------------------------------- | --- | --- | --- | --------------------------------------------------------------- |
| 1983 | Kiss Me                               | — | — | Dance13 (12 Wo.)Dance | als Tin Tin                                                     |
| 1983 | Hold It                               | — | — | Dance30 (8 Wo.)Dance | als Tin Tin                                                     |
| 1984 | She Makes Me Quiver The Ups and Downs | — | UK88 (1 Wo.)UK | — | als Stephen „Tin Tin“ Duffy                                     |
| 1985 | Kiss Me The Ups and Downs             | DE26 (10 Wo.)DE | UK4 Silber · (11 Wo.)UK | — | als Stephen „Tin Tin“ Duffy Solo-Neuaufnahme des Songs von 1983 |
| 1985 | Icing on the Cake The Ups and Downs   | — | UK14 (9 Wo.)UK | — | als Stephen „Tin Tin“ Duffy                                     |
| 1985 | Unkiss That Kiss Because We Love You  | — | UK77 (4 Wo.)UK | — | als Stephen „Tin Tin“ Duffy                                     |
| 1986 | I Love You Because We Love You        | — | UK86 (5 Wo.)UK | — | als Stephen Duffy                                               |
| 1995 | Sugar High Duffy                      | — | UK79 (1 Wo.)UK | — | als Duffy                                                       |
| 1996 | Hanging Around                        | — | UK19 (4 Wo.)UK | — | mit Alex James, Justin Welch und Charlie Bloor als Me Me Me     |

### Veröffentlichungen nach Projekt

#### The Hawks
- Words of Hope (1981) Five Believers (Single)

#### Tin Tin
- Kiss Me (1982) WEA
- Hold It (1983) WEA
- Kiss Me (US Remix) (1984) WEA

#### Stephen „Tin Tin“ Duffy
Alben
- The Ups and Downs (1985) (10 Records)
- Because We Love You (1986) (10 Records)
- They Called Him Tin Tin (1998) Virgin-VIP

Singles
- She Makes Me Quiver (1984) (10 Records)
- Kiss Me (1985) (1985) (10 Records)
- Icing On the Cake (1985) (10 Records)
- Unkiss That Kiss (1985) (10 Records)
- I Love You (1986) (10 Records)
- Something Special (1986) (10 Records) (Stephen Duffy & Sandii)
- I Love You / Wednesday Jones (1986) (10 Records) (Doppel-7"-Single)
- Kiss Me (1989) (Wiederveröffentlichung bei Old Gold)

#### Dr. Calculus
Alben
- Designer Beatnik (1986) (10 Records)

Singles
- Programme 7 (1985) 10
- Perfume from Spain (1986) 10

#### The Lilac Time
- The Lilac Time (1987 - Swordfish Records, limitierte Ausgabe)
- The Lilac Time (1988 - Fontana Records, Wiederveröffentlichung)
- The Lilac Time (1988 - Mercury Records, US-Version mit unterschiedlichen Titeln und Extras)
- Paradise Circus (1989)
- & Love for All (1990)
- & Love for All (1990) - japanische Version mit „Obi Strip“
- Astronauts (1991)
- Astronauts (1991) - German-Creation-Version
- Astronauts (1998) - japanische Version mit 7 Zusatztiteln
- Looking for a Day in the Night (1999)
- Looking for a Day in the Night (1999) - japanische Version mit 1 Zusatztitel
- The Lilac Time (1999) - Wiederveröffentlichung der UK-CD von 1988 in Japan
- Paradise Circus (1999) - Wiederveröffentlichung der CD von 1989 in Japan
- Compendium - The Fontana Trinity (2001) - Doppel-CD mit Songs aus den ersten drei Alben
- lilac6 (2001)
- lilac6 (2001) - japanische Doppel-CD mit 4 zusätzlichen Liveaufnahmen
- Keep Going (2003 - als Stephen Duffy and the Lilac Time)
- Astronauts + (2005) UK-Ausgabe der japanischen Version von 1998 mit 19 Titeln
- The Lilac Time (2006) - UK-Mercury-Wiederveröffentlichung der UK-CD von 1988 mit Zusatztiteln und Radio-Sessions
- Paradise Circus (2006) - UK-Mercury-Wiederveröffentlichung mit Zusatztiteln und Instrumentalversionen
- & Love for All (2006) - UK-Mercury-Wiederveröffentlichung mit Zusatztiteln und Radio-Sessions
- Runout Groove (2007 - als Stephen Duffy and the Lilac Time)
- Memory & Desire - 30 Years in the Wilderness (2009 - als Stephen Duffy and the Lilac Time)
- No Sad Songs (2015)

#### Stephen Duffy
Alben
- Music in Colors (feat Nigel Kennedy) (1993) Parlophone

Singles
- Natalie (1993) Parlophone

#### Duffy
Alben
- Duffy (1995) Indolent
- I Love My Friends (1998) Cooking Vinyl
- I Love My Friends / Blown Away (2019) Needle Mythology (Wiederveröffentlichung mit Bonus-CD ausgewählter Demos)

Singles
- London Girls (1995) Indolent
- Sugar High (1995) Indolent
- Starfit (1996) Summershine
- Needle Mythology (1996) Indolent
- 17 (1997) Indolent
- 17 (1998) Cooking Vinyl
- You Are (1998) Cooking Vinyl

#### Me Me Me
- Hanging Around (1996) Indolent

#### The Devils
- Dark Circles (2002) Tape Modern